# Laukvika
Laukvika est une localité du comté de Troms, en Norvège.

## Géographie
Administrativement, Laukvika fait partie de la kommune de Tromsø.